# Volframio (sommergibile)
Il Volframio è stato un sommergibile della Regia Marina.

## Storia
Fu dislocato a Taranto.
Il 7 agosto fu inviato tra l'Algeria, Ibiza e Maiorca, in un'area compresa tra i meridiani 1°40' E e 2°40' E. Tre giorni dopo gli fu ordinato di segnalare qualunque avvistamento e di attaccare solo dopo: era infatti iniziata l'operazione britannica «Pedestal», poi sfociata nella Battaglia di mezzo agosto, e si rendeva necessario che la formazione nemica fosse attaccata da numerosi sommergibili. Il sommergibile non ebbe comunque modo di portarsi all'attacco.
Prese poi base a Cagliari, con il tenente di vascello Giovanni Manunta quale comandante.
Fu poi scelto per alcune missioni di trasporto e sbarco incursori. Il Volframio salpò dalla base sarda nella serata del 2 febbraio 1943, con a bordo un gruppo di 11 sabotatori da sbarcare tra Capo Carbon e Capo Sigli (Algeria). Giunse nella zona prefissata per la messa a terra dei sabotatori nella notte del 6 febbraio, ma non poté effettuare immediatamente lo sbarco per via del mare mosso. L'8 febbraio fu rilevato da unità avversarie e bombardato con cariche di profondità, riuscendo comunque ad eludere la caccia. Il 9 febbraio, non potendo ancora sbarcare gli incursori perché le condizioni meteomarine non erano migliorate, fu costretto a fare ritorno a Cagliari.
Il 30 marzo, di pomeriggio, lasciò La Maddalena per ritentare la missione: nelle previsioni sarebbe giunto tra Capo Carbon e Capo Sigli tra il 5 e l'8 aprile e vi avrebbe sbarcato gli undici incursori. Anche questa volta, però, fu necessario rinunciare allo sbarco dei sabotatori a causa del maltempo.
L'armistizio sorprese il Volframio in manutenzione a La Spezia; non potendo partire, si autoaffondò il 9 settembre 1943 per evitare la cattura.
Recuperato dai tedeschi, nel 1944 fu colpito nel corso di un bombardamento aereo alleato e affondò nuovamente nel porto.
Il sommergibile aveva svolto in tutto 15 missioni di guerra, percorrendo 9040 miglia in superficie e 1733 in immersione.